# Okwui Enwezor
Okwui Enwezor, né le 23 octobre 1963 à Calabar (Nigeria), mort le 15 mars 2019 à Munich, est un poète, critique d'art, commissaire d'exposition et enseignant américano-nigérian. C'est l'une des grandes figures de l'art contemporain.
En 1994, il a fondé la revue d'art africain contemporain, Nka: Journal of Contemporary African Art.

## Biographie
Okwui Enwezor est né en 1963 à Awkuzu au Nigéria, du plus jeune fils d'une famille aisée d'Igbos. En 1982, après un semestre à l'Université du Nigéria, Enwezor déménagea dans le Bronx. En 1987, il obtient un baccalauréat ès arts en sciences politiques de la New Jersey City University.
Après avoir obtenu son diplôme, Enwezor déménage dans le centre-ville et se met à la poésie. Il se produit à la Knitting Factory et au Nuyorican Poets Café, dans le East Village. L'étude de la poésie d'Enwezor le mène à  des formes artistiques basées sur le langage, comme l'art conceptuel et la critique d'art. Faisant équipe en 1993 avec Chika Okeke-Agulu et Salah Hassan, critiques africains, il lance la revue triennael Nka: Journal d'art contemporain africain depuis son appartement de Brooklyn , ; « Nka » est un mot igbo qui signifie art mais signifie aussi faire, créer. Il  recrute des chercheur·es et des artistes tels que Olu Oguibe pour éditer le premier numéro et écrire pour lui.
Après avoir monté quelques petites expositions dans des musées, Enwezor perce en 1996 en tant que commissaire d'exposition pour In / sight, une exposition de 30 photographes africains au musée Guggenheim,. In / sight a été l'une des premières expositions au monde à situer l'art contemporain africain dans le contexte historique et politique du retrait colonial et de l'émergence d'États africains indépendants.

## Expositions
D'après la galeriste Kerstin Hengevoss-Dürkop, Okwui Enwezor participe à un mouvement qui juge l'art « à l'aune  des catastrophes climatiques, des politiques migratoires et du conflit entre les sexes » dans les années 1990.
Okwui Enwezor a été le directeur artistique de la Biennale de Gwangju en Corée du Sud, ainsi que de plusieurs expositions internationales, notamment la Documenta 11 de Cassel en 2002. Il modifie la forme traditionnelle de cette manifestation, en lui donnant un caractère nomade : des expositions avec des artistes également présents à Cassel étaient montrées dans différents lieux de la planète, avec une thématique en lien avec chaque région, comme la justice en Inde.
En 2012, il est commissaire d'exposition général de la 3e édition de la triennale d'art contemporain, intitulée Intense Proximité, au Palais de Tokyo et dans plusieurs autres lieux à Paris et de la région parisienne. Okwui Enwezor et les quatre commissaires associés (Mélanie Bouteloup, Abdellah Karroum, Émilie Renard et Claire Steabler) ont été en charge d'imaginer ensemble le programme d'expositions, de publications et de rencontres. Les choix artistiques y explorent  des espaces où l’art et l’ethnographie convergent. Selon le commissaire général Okwui Enwezor, « la proximité est un des syptômes de la mondialisation ».
En 2015, Okwui Enwezor est commissaire de la 56e Biennale de Venise, All the World’s Futures (Tous les futurs du monde), au cours de laquelle le Lion d'Or de la Meilleure artiste a été décerné à l'américaine Adrian Piper, et à l'artiste ghanéen El Anatsui. All the World’s Futures a rassemblé également des œuvres de Tiffany Chung The Syria Project, de Barthélémy Toguo, de l'artiste chinois Qiu Zhijie, de l'artiste nigérien Emeka Ogboh, de Lorna Simpson, de Katharina Grosse  Day-Glo wasteland, et de Sarah Lucas I Scream Daddio, pour le Pavillon britannique, entre autres.
Avant son décès en 2019, son dernier travail de commissariat est l'exposition rétrospective de l'artiste ghanéen El Anatsui, Triumphant Scale, pour le Haus der Kunst de Munich.